# Jean Herbert
Jean Herbert (Jean Daniel Fernand Herbert) (n. 27 iunie 1897, Paris – d. 21 august 1980, Geneva, Elveția) a fost un orientalist, traducător și interpret francez, care a făcut parte din prima generație de interpreți pentru Organizația Națiunilor Unite. El a fost interpret-șef al serviciului de traduceri al Națiunilor Unite din New York.
Specialist în India, el este autorul mai multor lucrări consacrate hinduismului și Asiei. A coordonat realizarea mai multor colecții pe teme spirituale și a fondat în 1946 colecția Spiritualités vivantes la Éditions Albin Michel.

## Biografie
Tatăl său era un francez vorbitor de limba engleză. El a fost căsătorit cu o englezoaică, cu care a avut două fiice: Janine Yates și Yvette Renoux.
În timpul Primului Război Mondial, Jean Herbert a fost consilier tehnic pe lângă artileria americană, datorită cunoștințelor foarte bune de limba engleză. El a făcut mai multe misiuni de interpretare și a fost interpret la Conferința de Pace de la Paris. Herbert a lucrat între Primul Război Mondial și Al Doilea Război Mondial pentru diferite organizații internaționale, fiind unul dintre primii interpreții ai Ligii Națiunilor și Organizației Internaționale a Muncii.
Începând de prin anul 1930, el a devenit interesat de budism și de Extremul Orient, călătorind în India, China și alte țări budiste și scriind mai multe cărți referitoare la Orientul Îndepărtat precum Introduction to Asia. În 1934 s-a întâlnit cu Sri Aurobindo la Pondicherry:
„Am sosit întâmplător în India, în timpul unei călătorii care m-a adus din Orientul Îndepărtat către Occident. Am fost dirijat, fără să știu de ce (dar nu e vorba de hazard) la ashramul lui Shrî Aurobindo. Înainte de a ajunge acolo, nici măcar nu auzisem de numele lui și nu aveam, prin urmare, nici o idee despre cine era el. Dar am întâlnit un om care m-a interesat cu pasiune și ale cărui lucrări mi-au părut și încă îmi par de primă importanță în mișcarea spirituală contemporană. În acea perioadă, avusesem deja acces la lucrările lui Râmakrishna și Vivekânanda.”
Acesta l-a acceptat ca discipol în 1935 sub numele de Vishvabandhu (« prietenul tuturor »). El s-a stabilit la Geneva în 1937 și a realizat mai multe călătorii în India, unde s-a întâlnit cu Ramana Maharshi, Swâmi Ramdas, Mâ Ananda Moyi, Swâmi Shivânanda, Nanga Bâba.
Mobilizat în 1939 - în timpul celui de-al Doilea Război Mondial -, Herbert a salvat un grup de 2.000 de tineri alsacieni care urmau să fie împușcați de germani și i-a condus în Munții Pirinei. El s-a stabilit într-o casă din Munții Maures și a trăit tot restul războiului în regiunea franceză Midi, dedicându-se studiului textelor sacre hinduse, până în anul 1945, când a primit o telegramă de la Ministrul Afacerilor Externe al Franței prin care i se cerea să meargă la San Francisco, California, pentru a-și reprezenta țara la fondarea Organizației Națiunilor Unite.
„Jean Herbert a spus că interpretul trebuie să ajute oamenii să se înțeleagă reciproc în cel mai înalt sens al cuvântului, adică să le ofere mai mult decât o traducere ad-literam, astfel încât să transmită semnificația profundă a ceea ce se spune. Aceasta necesită o cunoaștere profundă și un viu interes pentru cultura, obiceiurile, literatura, istoria și modul de viață străine. Și asta este exact ceea ce a urmărit Jean Herbert în viața sa. – din „Tribute to Jean Herbert” de Pierre Lambert, interpret O.N.U., în timpul unei prelegeri la Tokyo School of Interpreting, 1982.”
De la San Francisco, Herbert a însoțit comisia pregătitoare a fondării ONU și UNESCO la Londra și la New York, în calitate de interpret-șef. După ce a petrecut doi ani la New York, el s-a mutat apoi la Geneva (Elveția), făcând parte din comisia de admitere la școlile de la Sorbona și Trieste.
El a publicat Manuel de l'interprète: comment on devient interprète de conférences (Manualul interpretului) în 1952. De asemenea, el a inițiat și coordonat realizarea a două colecții de dicționare tehnice multilingvistice publicate de Elsevier și finanțate de către universitățile din Paris, Heidelberg, Mainz, Trieste și Georgetown. Herbert a devenit, de asemenea, vicepreședinte și apoi președinte timp de trei ani al Asociației Internaționale a Interpreților de Conferințe (AIIC).
După ce s-a retras de la Organizația Națiunilor Unite în anul 1954, Herbert a continuat să lucreze pe cont propriu și a călătorit în Extremul Orient, Madagascar și Orientul Mijlociu. El a fost profesor de mitologii orientale la Universitatea din Geneva, unde a predat din 1954 până în 1964. A publicat în 1947, la cererea lui Albin Michel și în urma unei polemici cu Paul Masson-Oursel în revista Cahiers du Sud, cartea Spiritualité hindoue, preluând coordonarea colecției Spiritualités vivantes. În 1960, la cererea guvernului Japoniei, a scris o carte despre shintoism (unul dintre cele patru cărți care vor fi premiate de Academia Franceză).. A tradus și editat scrierile mai multor maeștri spirituali hinduși printre care Shri Aurobindo, Râmana Maharshi, Gandhi, Vivekânanda, Ma Ananda Moyî, Râmdâs și Râmakrishna.
Jean Herbert a murit în 1980, la vârsta de 84 de ani.
Scriitorul grec Nikos Kazantzakis i-a dedicat versiunea franceză a romanului Zorba Grecul, prin următoarele cuvinte: „À mon ami Jean Herbert” („Prietenului meu Jean Herbert”). Herbert îl propusese pe Kazantzakis să preia conducerea unui proiect UNESCO pentru traducerea marilor opere ale umanității.

## Cărți publicate (selecție)
- Les dix tableaux du domestiquage de la vache, Derain
- Spiritualité hindoue, Albin Michel, 1947, reeditat în 1972 și 1988
- Le Manuel de l'interprète : comment on devient interprète de conférences, 1952
- La Mythologie hindoue, son message, Albin Michel, 1953
- Introduction à l'Asie, Albin Michel, 1960
- Aux Sources du Japon: Le Shintô, Albin Michel, 1964
- Les Dieux nationaux du Japon, Albin Michel, 1965
- Dieux et sectes populaires du Japon, Albin Michel, 1967
- Yoga de la vie quotidienne (Karma-Yoga), Devry-Livre, 1978
- La religion d'Okinawa, Dervy Livres, 1980
- La Mythologie hindoue, son message, Albin Michel, 1982
- Le Yoga de l'amour, la geste de Krishna, Albin Michel, 1992
- Réflexions sur la Bhagavad-Gîtâ, Albin Michel, 1994
- L’Enseignement de Mâ Ananda Moyî, Albin Michel, 2004
- L’Enseignement de Ramana Maharshi, Albin Michel, 2005

Volum colectiv
- La mort est une autre naissance, Albin Michel, 1989 (âmpreună cu Vincent Bardet, Pierre Crépon, Me Taisen Deshimaru, Jean During, Bruno Lagrange, Pierre Mariel, Sogyal Rinpoché)